# Canadair CL-89
Le  Canadair CL-89 est un drone de reconnaissance rapide produit conjointement par le Canada, la Grande-Bretagne et l'Allemagne de l'ouest dans les années 1960. Il a été remplacé par le CL-289.

## Histoire

### Développement
Au début des années 1950, Canadair ouvre une division missile. Un certain nombre de projets sont développés sans véritable production mais permettent à l'entreprise de maîtriser une certaine technologie.
À partir de 1959, les ingénieurs de la firme Canadair développent un système de drone de reconnaissance programmé dérivé de l'avion cible CL 85 destiné à être déployé au niveau de la division et équipé d'une caméra analogique ou d'un système d'imagerie infra-rouge. Les spécifications de base stipulent que les renseignements acquis par le drone doivent être exploitables par l'artillerie dans la demi-heure qui suit sont vol. Bien que "private venture" elle reçoit l'appui quasi immédiat du gouvernement canadien. En 1961, une maquette à l'échelle 1/1 est produite et permet d'étudier les caractéristiques aérodynamiques du système.
Le 13 juin 1963, un accord entre le Canada et le Royaume-Uni, est conclu pour le financement du drone CL-89 conçu, évalué et testé par la société Canadair. Les détails de l'accord sont publiés en novembre 1963. Le Canada accepte d'acquérir trois sous-marins de la classe Obéron et la Grande-Bretagne accepte de participer au financement du projet. Les Etats-Unis mettent à disposition le champ de tir d'essai de Yuma (Arizona).
L'Allemagne de l'Ouest rejoint le projet en 1965, mais les États-Unis refusent de s'y associer dans le cadre de l'OTAN alors qu'ils y avaient été invités.
Les premiers essais ont lieu au début 1964. Le premier vol, peu concluant, a lieu en mars 1964 suivi par un deuxième, le 11 mai 1964, qui donne satisfaction. Le drone parcours 44,3 km et se pose à moins de 1,6 km de la balise de radio-ralliement.
Le développement est retardé par les Britanniques qui souhaitent que le système (drone, lanceur, équipement de récupération et de maintenance) soit consolidé pour être adapté à un usage militaire et pour éviter ainsi la fragilité identifiée sur d'autres systèmes d'armes équivalents. À partir de novembre 1967, les essais tactiques sont réalisés au Camp de Shilo, dans le Manitoba, en présence de 66 Canadiens, 23 Britanniques et 18 Allemands. Le projet est financé à hauteur de 40 millions de dollars. À partir de 1970, les personnels des trois nations y sont instruits sur le matériel.
La production commence en 1969 et les premiers systèmes sont réceptionnés par ll'armée britannique en 1971 et en 1972 pour la Bundeswehr. L'Italie rejoint le programme en 1974 et la France en 1980. Le système reçoit la désignation OTAN AN/USD-501. En Grande-Bretagne il est appelé "Midge" (moucheron) pour Military Intelligence & Data Gathering Equipment.
En 1971, l'OTAN se montre intéressé par le CL-89 pour en faire un avion cible censé simuler des missiles de croisière convergent vers un navire. Des essais sont effectués au large de la Sardaigne mais des problèmes de récupération du drone entraînent l'annulation du projet.
La production du modèle s'arrête en 1983 après la sortie de 500 exemplaires.

### Au Canada
Le système d'arme est employé au Canada jusqu'à la fin des années 1970. La partie essais tactiques est effectuée par la section drone de la 1st Divisional Locating Battery Royal Canadian Artillery basée à Winnipeg de 1965 à 1968.

### En Grande-Bretagne
En Grande-Bretagne le Midge vient remplacer le Northrop MQM-57 Falconer, un drone de reconnaissance d'origine américaine dérivé d'un avion-cible, en 1972. Il est remplacé à son tour en 1999 par le Phoenix de BAE Systems.
Au sein de l'artillerie britannique, le "Midge" est mis en œuvre par la 22 (Gibraltar 1779-83) locating battery RA stationnée à Larkhill. Elle est articulée en trois sections. Une section comprend 2 lanceurs montés sur camion Bedford, toutes les installations pour le traitement et l'analyse des images et pour la réparation et la maintenance des appareils. Une section compte 2 officiers et environ 70 hommes. Le traitement des informations est effectué par l'unité de renseignement de l'artillerie au quartier général divisionnaire.
Le Midge connait un seul déploiement opérationnel pendant la guerre du Golfe de 1991 par l'armée britannique où il effectue 70 vols. Toutefois, l'armée britannique n'est pas vraiment enthousiaste pour ce matériel qu'elle cherche à remplacer dès 1976 mais pour lequel elle ne trouve pas de véritable alternative.

### En Allemagne
Dans l'armée allemande, le CL-89 est mis en œuvre au sein d'une batterie du bataillon d'observation du régiment d'artillerie divisionnaire (Beobachtungsbataillon). L'organisation est similaire à celle de l'armée britannique, mais avec un effectif de 6 officiers et environ 120 hommes.

### En Italie
Dans l'armée italienne, le système d'arme est mis en œuvre à partir de 1974 par la batterie d'aéronefs téléguidé du 13º Battaglione "Aquileia"  à Vérone. Les rampes sont installées sur des camions 3 t du modèle Fiat 6602 ACP 70.

### En France
Dans l'armée française, le CL-89 remplace à partir de 1981 le R-20, version drone de reconnaissance de l'avion cible CT-20, dont la mise en œuvre, depuis 1958, est plutôt problématique. Il est mis en œuvre au sein d'un régiment d'acquisition d'objectif de 1982 à 1992, le 7e régiment d'artillerie, basé à Nevers et dissous en 1999. Ce régiment est placé auprès du 1er puis du 3e corps d'armée et coopère avec l'ensemble des moyens d'investigations du corps d'armée. À partir de 1990, il évolue au sein de la brigade de renseignement. Il possède deux batteries de tir et un détachement de soutien intégré du matériel. Chaque batterie de tir comprend deux sections qui s'articule autour d'une rampe de lancement montée sur un camion 3 t type GBC 8 KT d'une balise de récupération montée sur une camionnette tout terrain de ty|pe Simca-Unic-Marmon-Bocquet de 1,5 t et d'une équipe de reconnaissance et de topographie. Le calcul des trajectoires et la programmation des drônes se font au sein du poste de commandement de la batterie. L'exploitation des films se fait dans une section d'interprétation photographique placée auprès de l'état-major du régiment.
Le soutien logistique du CL-89 est fourni aux nations utilisatrices via la NAMSA. La société SOGERMA de Bordeaux fournit le soutien de 3e et 4e échelon pour ce qui concerne le matériel français.
Les CL 89 terminent leur vie comme cible au Centre de tir du Levant.

### En Turquie
En 1994, au moment où la Bundeswehr reçoit ses premiers CL-289, elle transfère à l'armée turque trois de ses systèmes d'armes CL-89 avec un nombre de drones indéterminé, montés sur un châssis Mercedes.

### Vers le CL-289
Dès le début de 1970, le Canada et l'Allemagne envisagent le remplacement du CL-89. Canadair est associée avec l'entreprise allemande Dornier dans le projet. En novembre 1987, un accord est signé entre le Canada, l'Allemagne de l'Ouest et la France pour la production du système CL-289, d'une conception similaire, mais plus grand, avec un meilleur rayon d'action et une plus grande charge utile.

## Description
Le CL 89 vole comme un avion. Ses missions sont programmées sur un programmateur électro-mécanique placé à l'avant de l'engin. Elles se composent de quatre phases, le lancement, l'accélération, la phase de croisière et la récupération.
Le CL 89 est lancé à partir d'une rampe courte protégée par des bâches en toiles placées sur une structure en métal qui se replie sur les côtés au moment de la mise en œuvre. Elle est montée sur un camion tactique 3 tonnes OTAN. Son orientation se fait à l'aide d'un goniomètre d'artillerie relié à un théodolite.
L'accélération dure 2,5 secondes et se fait grâce à un moteur fusée à poudre du type BAJ Vickers Wagtail de 2 250 kg de poussée qui se détache à la fin de la phase grâce à des boulons explosifs alors que le drone a atteint sa vitesse de croisière (740 km/h).
La phase de croisière se déroule sur 120 km au maximum grâce à un turboréacteur Williams International WR2-6 de 60 kg de poussée. Elle peut comprendre une dizaine d'"évènements" soit deux virages ou changements d'altitude, deux passes photo et la phase de récupération.
La phase de récupération se déroule en deux temps, le radio-ralliement et la récupération à proprement parler. Le radio-ralliement se fait sur une balise montée sur un camion 1,5 t OTAN. Elle composée de deux antennes qui émettent deux lobes radio et d'un marker vertical. À la fin de sa mission, le drone se place sur une trajectoire d'équifréquence entre les deux lobes. Une fois aligné, le marker déclenche la phase de récupération. Le moteur s'arrête, un parachute frein sort de l'arrière pour annuler la vitesse horizontale et faire basculer le drone sur le dos afin de protéger le capteur lors du contact avec le sol. Un parachute de descente placé sur au-dessous du fuselage freine la vitesse de chute. Deux coussins cylindriques se gonflent alors pour amortir le contact avec le sol et éviter que le drone ne se retourne à ce  moment. Les deux coussins se dégonflent alors.
L'équipe d'exploitation du renseignement extrait alors la cassette de film de la caméra pour l'apporter à la section d'interprétation photographique afin de développer et d'exploiter les clichés. L'équipe de maintenance charge le drone sur un berceau spécial puis sur un camion de transport 3 t OTAN pour l'amener à l'atelier de reconditionnement où l'engin est remis en état de vol. Dans les meilleures conditions, cette remise en condition dure deux heures. Chaque drone est prévu de voler dix fois mais certains ont eu près de quarante vols à leur actif.
Deux types de capteurs sont employés sur le CL-89. À titre principal, une caméra analogique Zeiss RBk 8/24 D (Reihenbildkamera : caméra de prise de vue en série) noir et blanc[réf. souhaitée] à trois plans de vue, un vertical, deux obliques qui permettent des prises de vue stéréoscopiques est utilisée, avec la possibilité d'employer des fusées éclairantes placées sur le dos de l'appareil pour les vols de nuit. À titre secondaire, un capteur IRLS (Infrared Line Scanning) développé par Hawker-Siddeley est aussi prévu mais son utilisation a été très limitée par l'artillerie britannique.

## Utilisateurs
Canada
 France
 Allemagne
- Bundeswehr (remplacé par le Rheinmetall KZO)

 Italie
 Royaume-Uni
- British Army

## Liens
CL-89 et CL-289